# If Only My Heart Had a Voice
If Only My Heart Had a Voice è un album in studio del cantante statunitense Kenny Rogers, pubblicato nel 1993.

## Tracce
1. Fightin' for the Same Thing – 3:13 (Chuck Jones, Tom Shapiro)
2. Missing You – 3:14 (Rick Giles, Susan Longacre)
3. She Waits – 3:10 (Tom French, Tom Paden)
4. Ol' Red – 3:07 (James "Bo" Bohan, Don Goodman, Mark Sherrill)
5. If I Were You (duetto con Travis Tritt) – 3:08 (Billy Dean, Verlon Thompson)
6. Wanderin' Man – 3:53 (Kim Carnes, Colin Ellingson)
7. Reason to Go – 3:55 (Debbie Hupp, Tim Mensy)
8. If You Were the Friend – 3:40 (Hupp, Mensy)
9. If Only My Heart Had a Voice – 3:35 (Rick Bowles, Skip Ewing, Kenny Rogers)
10. Somebody's Wrong Somebody's Right – 3:13 (Larry Butler)